# Parafia św. Jadwigi Śląskiej w Chróścicach
Parafia św. Jadwigi Śląskiej — rzymskokatolicka parafia położona przy ulicy Powstańców Śląskich 5 w Chróścicach. Parafia należy do dekanatu Siołkowice w diecezji opolskiej.

## Historia parafii
Parafia została erygowana 19 lutego 1884 roku, poprzez wyłączenie jej z parafii św. Michała w Starych Siołkowicach. Duży wkład w powstanie parafii miał pochodzący z Chróścic ksiądz Andrzej Krecik - proboszcz parafii siołkowickiej. Pierwszym proboszczem został ks. Fryderyk Lipiński.
Obecny kościół parafialny został wybudowany w latach 1936–1937. Konsekracji świątyni dokonał w dniu 10 października 1937 roku, kardynał A. Bertram.
Proboszczem parafii jest ks. Piotr Kutynia.

## Zasięg parafii
Parafię zamieszkuje 2191 osób i swym zasięgiem duszpasterskim obejmuje ona miejscowość:
- Chróścice.

### Inne kościoły, kaplice i domy zakonne
Do parafii należą:
- klasztor Zgromadzenia Sióstr Służebniczek NMP Niepokalanie Poczętej,
- kaplica w Domu Zakonnym.

### Szkoły i przedszkola
- Publiczna Szkoła Podstawowa nr 1 w Chróścicach,
- Publiczne Przedszkole w Chróścicach.[3]

## Duszpasterze

### Proboszczowie
- ks. Fryderyk Lipiński w latach 1884 -1901
- ks. Gustaw Mais w latach 1901 - 1929
- ks. Bonifacy Piecha w latach 1930 -1949
- ks. Jerzy Wyrwol w latach 1949 - 1980
- ks. Antoni Zemelka w latach 1980 - 1990
- ks. Zygmunt Jaworek od roku 1990 – 2024
- ks. Piotr Kutynia od roku 2024 - nadal

## Grupy parafialne
- Dzieci Maryi,
- Ministranci,
- Schola,
- Iskierka Nadziei,
- Caritas.[2]